# 谢尔曼 (得克萨斯州)
谢尔曼（Sherman）位于美国得克萨斯州东北部，是格雷森县的县治所在，人口约3.7万（2006年）。